# Zinha Vaz
Francisca Maria Monteira e Silva Vaz Turpin, besser bekannt als Zinha Vaz (* 4. Oktober 1952 in Bissau, Portugiesisch-Guinea) ist eine guinea-bissauische Frauenaktivistin und Politikerin. Sie war für mehrere Legislaturperioden Abgeordnete in der Nationalen Volksversammlung von Guinea-Bissau und diente als Beraterin des Staatspräsidenten.

## Leben

### Jugend und Ausbildung
Zinha Vaz wurde am 4. Oktober 1962 in der Hauptstadt Bissau der portugiesischen Kolonie Guinea geboren. Nach ihrer Schulausbildung in Guinea und in Portugal studierte Vaz Erziehungswissenschaften am Instituto Superior de Ciências Educativas sowie Soziologie Instituto Superior de Ciências do Trabalho e da Empresa (beide in Lissabon). Anschließend arbeitete sie zunächst als Grundschullehrerin in Portugal und Guinea. Später wechselte sie zum staatlichen Öl- und Gasbetreiber DICOL, wo sie in der Verwaltung tätig war.

### Politische Karriere
Nach der Unabhängigkeit der portugiesischen Kolonie Guinea und ihrer darauffolgenden Umbenennung in Guinea-Bissau errichtete die regierende PAIGC schnell einen Ein-Parteien-Staat in dem Land. Vaz äußerte sich vermehrt kritisch gegenüber der Regierung von Luís Cabral. Darauf wurde sie verhaftet und verbrachte vier Jahre (1977–80) im Gefängnis.
1986 ließ die PAIGC sechs hochrangige Mitglieder exekutieren, unter anderem den ersten Vize-Präsidenten und Justizminister Paulo Correia sowie den früheren Generalstaatsanwalt Viriato Pã; ihnen wurde Landesverrat vorgeworfen. In Folge der Exekution gründete Vaz mit Domingos Fernandes Gomes und anderen Weggefährten die Oppositionsbewegung Resistência da Guiné-Bissau – Movimento Bafatá (RGB-MB).

### Politischer Werdegang
Nach der Einführung von Mehrparteienwahlen und formalen demokratischen Strukturen trat Vaz bei den Parlamentswahlen 1994 für die Resistência da Guiné-Bissau – Movimento Bafatá an. Diese Partei wurde nach der (ehemaligen) Staatspartei PAIGC zweitstärkste Partei mit 19 von 100 Sitzen. Vaz sah ihre Rolle vor allem darin, die Rechte der Frau zu stärken, sowie Korruption und Machtmissbrauch zu bekämpfen. Als Mitglied des Hauptausschusses des Parlaments versuchte Vaz während des guinea-bissauischen Bürgerkrieges 1998–99 zwischen Präsident João Bernardo Vieira sowie General und Putschist Ansumane Mané zu vermitteln.
1999 wurde Vaz zur Bürgermeisterin der Hauptstadt Bissau ernannt. Dies führte zu Protesten des PAIGC-Generalsekretärs Paulo Medina, dem ursprünglich das Amt versprochen worden sein soll. Soldaten blockierten die Straßen und hinderte Vaz an ihrer Amtausführung. Die Situation beruhigte sich, jedoch war die Stadt bereits zu dem Zeitpunkt bankrott und Vaz konnte innerhalb weniger Monate nur geringe politische Erfolge erzielen.
Bereits Ende 1999 wurde Vaz erneut in den Parlamentswahlen in die Nationalversammlung gewählt und gab ihre Position als Bürgermeisterin auf. Ein Oppositionsbündnis aus verschiedenen Parteien einschließlich Vaz’ RGB-MB bildeten eine Koalitionsregierung, in der Vaz als Beraterin des Präsidenten für politische und diplomatische Angelegenheiten diente. Die Koalition endete bereits nach einem Jahr, nachdem ihre eigene Partei ein Misstrauensvotum gegen die eigene Regierung durchsetzte.
Im Februar 2003 wurde Vaz für mehrere Tage verhaftet, da ihr Beleidigung des Staatspräsidenten Kumba Ialá vorgeworfen wurde. Ialá hatte zuvor ihren Vater João Vaz einen Landesverräter genannt und behauptet dieser habe den Nationalhelden Amílcar Cabral an die PIDE verraten. Vaz kam nach wenigen Tagen wieder frei, erhielt jedoch ein Reiseverbot.
2003 zerfiel die von Vaz mitgegründete RGB-MB und sie verließ die Partei. 2004 gründete sie die União Patriótica Guineense (Patriotische Union Guineas). Diese konnte jedoch in keiner der folgenden Wahlen nennenswerte Stimmengewinne erringen. Auch Vaz selbst, die für die Präsidentschaftswahlen 2009 antrat, gewann nur wenige Stimmen.
Anfang der 2010er Jahre wurde Vaz zur Botschafterin Guinea-Bissaus in Gambia ernannt. Sie übte dieses Amt bis zum 6. November 2012 aus.

### Frauenrechte
1992 gründete Zinha Vaz die Associação das Mulheres de Actividade Económica, eine Frauenrechtsorganisation, die es Frauen in Guinea-Bissau erleichtern sollte, am wirtschaftlichen Leben teilzuhaben. Sie stand der Organisation bis 2002 vor. Ebenfalls gründete Vaz die Bank Bambaram, die Frauen Mikrokredite für informellen Handel vergab.